# Anima Latina
Anima latina je studiové album Lucia Battistiho z roku 1974.
Osmé Battistiho album se v roce 1974 v Itálii stalo po dobu třinácti týdnů nejprodávanějším albem a osmým nejprodávanějším v celém roce 1975. Vyšlo po návratu dvojice Battisti-Mogol z cesty po Latinské Americe (odtud název „Latinský duch“). Kritici považují toto albu za nejlepší Battistiho dílo ze sedmdesátých let. Poprvé se objevují skladby označené jako ripresa. Nalezneme je i v pozdějších albech. Jde o předělávku stejné melodie ať už s využitím části textu, nebo bez něj s jiným aranžmá nástrojů. Toto album je pravděpodobně nejpozoruhodnější z celé Battistiho tvorby. Mogolovy texty ztrácejí jasný význam, jak tomu bylo koncem šedesátých let. Battistiho hlas ustupuje do pozadí a je často nesrozumitelný.
Due mondi má rychlou rytmickou taneční melodii mezi salsou a tradičními jihoamerickými tanci. Text Anima latina je dle slov Mogola ten nejlepší, co kdy napsal. Anonimo prý „dějem“ předchází písni I giardini di marzo z alba Umanamente uomo: il sogno. Anonimo využívá citace z písně Anima latina, stejně tak Macchina del tempo z La nuova America.
V následujícím roce 1975 nevychází žádné nové album. Battisti se soustřeďuje na cizojazyčnou tvorbu.

## Seznam skladeb
V závorce je uveden počet hvězdiček dle CROSBOSP.
1. Abbracciala, abbracciali, abbracciati 7:03 (3)
2. Due mondi 5:11 (7)
3. Anonimo 7:02 (6)
4. Gli uomini celesti 5:05 (5)
5. Gli uomini celesti - ripresa 0:51 (6)
6. Due mondi - ripresa 1:09 (3)
7. Anima latina 6:36 (6)
8. Il salame 3:38 (4)
9. La nuova America 2:49 (4)
10. Macchina del tempo 6:59 (4)
11. Separazione naturale 1:29 (2)